# スッポン上科
スッポン上科（スッポンじょうか、Trionychoidea）は、爬虫綱カメ目に属する上科。

## 分布
アフリカ大陸、オーストラリア大陸北部、ユーラシア大陸南部、アメリカ合衆国、インドネシア、日本、パプアニューギニア、メキシコに自然分布？ハワイにイボクビスッポンが移入。

## 形態
最大種はタイコガシラスッポンで最大甲長140cm、最小種のヒラタスッポンでも最大甲長26cmと大型種で構成される。角質甲板が退化（スッポンモドキの幼体の背甲では痕跡的な甲板があるが、成体では消失する）し柔らかな皮で覆われ、骨甲板（甲羅のベースになる骨）も小型化し速く泳ぐのに適していると考えられている。
吻端は突出し、シュノーケルのようにして呼吸することができる。四肢は鰭状（スッポンモドキの前肢）になるか水掻きが発達し、前肢の第1-2指（スッポンモドキ科）もしくは第1-3指（スッポン科）には爪がある。

## 生態
流れの緩やかな河川や湖、池沼、湿地、汽水域等に生息する。水棲傾向が強いが、日光浴を好む（種によっては水中で行う）種もいる。遊泳性の強い種が多い。
食性はスッポン科は動物食もしくは動物食の強い雑食で、スッポンモドキ科は植物食傾向の強い雑食。魚類、甲殻類、水草等を食べる。
繁殖形態は卵生で、水辺等の地中に卵を産む。

## 分類
形態的な特徴、系統分類学においても本上科に属する2科は近縁とされる。
化石種も含めた形態的な特徴から本上科にドロガメ科とメキシコカワガメ科を含める説もある。しかし近年のミトコンドリアDNAを解析した系統分類学的な研究では本上科に属する2科とドロガメ科、メキシコカワガメ科は近縁ではないとされ、互いに近縁なドロガメ科とメキシコカワガメ科をドロガメ上科とする説もある。また系統としては潜頸亜目の中では最も初期に他の分類群から分岐したと考えられている。
- スッポンモドキ科　Carettochelyidae
- スッポン科　Trionychinae

## 人間との関係
食用の他、ペットとして飼育されることもある。

## 画像

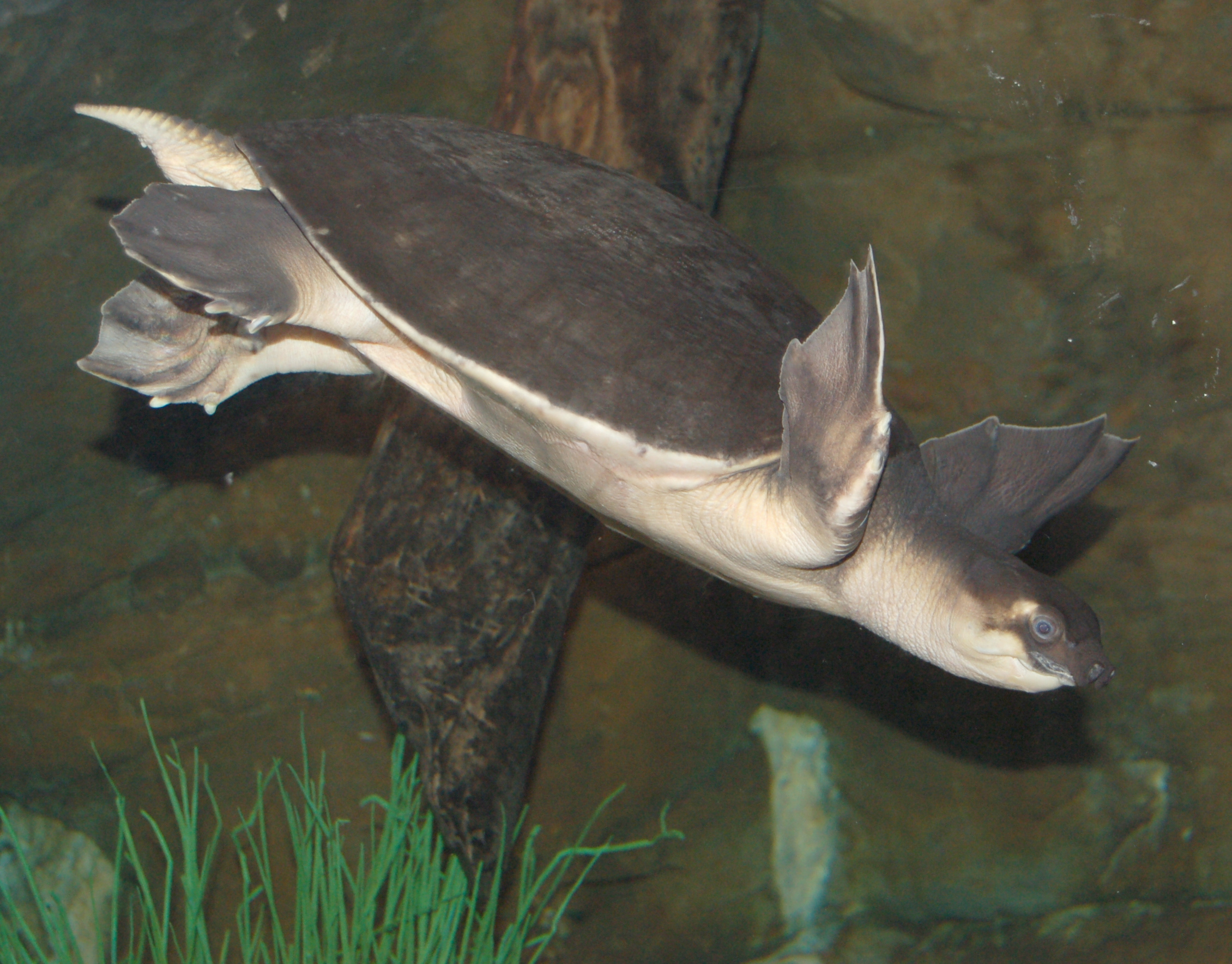
スッポンモドキ Carettochelys insculpta